# Rana holtzi
Espèce
Statut de conservation UICN

 CR  : 
En danger critique
Rana holtzi est une espèce d'amphibiens de la famille des Ranidae.

## Répartition
Cette espèce est endémique de la province de Mersin en Turquie. Elle se rencontre à Karagöl à 2 500 m d'altitude, à Çinigöl à 2 600 m d'altitude et à Eğrigöl à 3 000 m d'altitude dans le Bolkar dans les monts Taurus,.

## Étymologie
Cette espèce est nommée en l'honneur de Martin Holtz.

## Publication originale
- Werner, 1898 : Über einige neue Reptilien und einen neuen Frosch aus dem cilicischen Taurus. Zoologischer Anzeiger, vol. 21, no 555, p. 217-223 (texte intégral).